# Hoplopleura rukenyae
Hoplopleura rukenyae – gatunek wszy z rodziny Hoplopleuridae, pasożytujący głównie na Mus triton. Spotykany również na innych myszowatych: Mus bufo, Mus musculoides. Powoduje wszawicę.
Samica wielkości 1,2 mm. Wszy te mają ciało silnie spłaszczone grzbietowo-brzusznie. Samica składa jaja zwane gnidami, które są mocowane specjalnym "cementem" u nasady włosa. Rozwój osobniczy trwa po wykluciu się z jaja około 14 dni. Pasożytuje na skórze. Występuje w Kongo, Kenii na terenie Afryki.